# Portland Timbers 2014

## Rosa
| N. |                         | Ruolo | Calciatore         |
| -- | ----------------------- | ----- | ------------------ |
| 1  | Giamaica (bandiera)     | P     | Donovan Ricketts   |
| 2  | Giamaica (bandiera)     | D     | Alvas Powell       |
| 4  | Canada (bandiera)       | A     | Will Johnson       |
| 5  | Stati Uniti (bandiera)  | D     | Michael Harrington |
| 6  | Liberia (bandiera)      | A     | Darlington Nagbe   |
| 7  | RD del Congo (bandiera) | C     | Steve Zakuani      |
| 8  | Argentina (bandiera)    | C     | Diego Valeri       |
| 9  | Francia (bandiera)      | A     | Frédéric Piquionne |
| 10 | Argentina (bandiera)    | A     | Fernández          |
| 11 | Ghana (bandiera)        | C     | Kalif Alhassan     |
| 12 | Zimbabwe (bandiera)     | D     | Schillo Tshuma     |
| 13 | Stati Uniti (bandiera)  | C     | Jack Jewsbury      |
| 14 | Stati Uniti (bandiera)  | C     | Ben Zemanski       |
| 15 | Stati Uniti (bandiera)  | C     | Steven Evans       |

| N. |                          | Ruolo | Calciatore         |
| -- | ------------------------ | ----- | ------------------ |
| 16 | Stati Uniti (bandiera)   | A     | Bryan Gallego      |
| 17 | Stati Uniti (bandiera)   | C     | Michael Nanchoff   |
| 19 | Stati Uniti (bandiera)   | D     | Jorge Villafaña    |
| 20 | Stati Uniti (bandiera)   | D     | Taylor Peay        |
| 21 | Colombia (bandiera)      | C     | Diego Chará        |
| 22 | Costa Rica (bandiera)    | C     | Rodney Wallace     |
| 23 | Argentina (bandiera)     | D     | Norberto Paparatto |
| 26 | Stati Uniti (bandiera)   | C     | George Fochive     |
| 31 | Stati Uniti (bandiera)   | D     | Rauwshan McKenzie  |
| 33 | Stati Uniti (bandiera)   | P     | Andrew Weber       |
| 37 | Argentina (bandiera)     | D     | Maximiliano Urruti |
| 44 | Norvegia (bandiera)      | D     | Pa Modou Kah       |
| 90 | Nuova Zelanda (bandiera) | P     | Jacob Gleeson      |